# SC Riederau
Der SC Riederau ist ein 1976 gegründeter Sportverein im Ort Riederau am Westufer des Ammersees. Überregional ist er insbesondere durch seine Triathlonabteilung bekannt geworden. Sowohl das Damen- wie das Herrenteam gehörten zu den Gründungsmitgliedern der 1. Bundesliga. Zahlreiche Top-Triathleten von Hawaii-Siegern bis hin zu Deutschen Meistern und Nationalkaderathleten wie zum Beispiel Faris Al-Sultan, Ute Schäfer, Joelle Franzmann u. a. starteten seither im Trikot des SC Riederau.

## Erfolge

### Damen

#### Mannschaftserfolge
- 1996, 2003: Platz 1 Triathlon-Bundesliga und Deutscher Meister
- 1997, 1998, 2000, 2004, 2005: Platz 2 Triathlon-Bundesliga
- 1999, 2001, 2007: Platz 3 Triathlon-Bundesliga

#### Einzelerfolge
- Merja Kiviranta: 2003 Finnische Meisterin, Kurz-, Mittel- und Langdistanz
- Ute Schäfer: 1991, 1996 Deutsche Meisterin olympische Distanz, 
1992, 1993 Platz 3 Deutsche Meisterschaften olympische Distanz 
 1995 Deutsche Vizemeisterin olympische Distanz
- Anneliese Weber: 1992 Deutsche Vizemeisterin Mitteldistanz
- Heike Feichtmayr (heute: Heike Funk): 1995 Deutsche Vizemeisterin Langdistanz
- Beate Kleindienst: 1996 Deutsche Meisterin Langdistanz 
 1995 Platz 3 Deutsche Meisterschaft Langdistanz

### Herren

#### Mannschaftserfolge
- 1997, 2000: Platz 2 Triathlon-Bundesliga
- 2001: Platz 3 Triathlon-Bundesliga
- 2003: Deutscher Mannschaftsmeister Cross-Triathlon (Xterra)

#### Einzelerfolge
- Erik Schröder: 1990 Platz 3 Deutsche Meisterschaft olympische Distanz
- Markus Forster: 1998 Deutscher Vizemeister olympische Distanz
- Klaus Ruscher: 1991 Platz 3 Deutsche Meisterschaften Mitteldistanz
- Steffen Hartig: 2001 Deutscher Vizemeister Langdistanz
- Stefan Holzner: 1995 Gesamtsieg Ironman New Zealand

## Sponsoren
Von 2000 bis 2003 traten die Teams des SC Riederau mit dem Namen des Hauptsponsors, eines Münchner PKW-Händlers, als Porsche Zentrum München Team SC Riederau bzw. PZM Team SC Riederau an. Seit 2004 haben die Athleten des SC Riederau mit der Brauerei Erdinger einen neuen Hauptsponsor und treten als Erdinger Alkoholfrei Team SC Riederau an.